# Сан Мартино ал Таљаменто
Сан Мартино ал Таљаменто (итал. San Martino al Tagliamento) је насеље у Италији у округу Порденоне, региону Фурланија-Јулијска крајина.
Према процени из 2011. у насељу је живело 1263 становника. Насеље се налази на надморској висини од 62 м.

## Становништво
Према резултатима пописа становништва 2011. у општини је живело 1.496 становника.
| 1931. | 1936. | 1951. | 1961. | 1971. | 1981. | 1991. | 2001. | 2011. |
| ----- | ----- | ----- | ----- | ----- | ----- | ----- | ----- | ----- |
| 1.889 | 1.767 | 1.900 | 1.608 | 1.407 | 1.416 | 1.290 | 1.336 | 1.496 |